# Ingeborg Liljeblad
Ingeborg Liljeblad   (Hèlsinki, 17 d'octubre de 1887 - 28 de febrer de 1942) va ser un cantant d'òpera finlandesa (soprano). Estava casada amb el compositor i director d'orquestra, Leo Funtek, amb qui tenia una filla, la traductora Gemma Snellman.
Liljeblad va ser alumne d'Etelka Gerster a Berlín, va treballar a l'Òpera Principal de Mannheim el 1911–1913 i a l'Òpera d'Hamburg el 1913–1914 i va donar concerts a països nòrdics (a Estocolm 1918–1919). Va ser professora de cant a l'Acadèmia Sibelius 1927-1942.
La seva mare era la cantant Elise Hellberg (1861-1927).